# ジョン・ハグレルガム
ジョン・ハグレルガム（John Haglelgam、1949年8月10日 - 2024年9月12日）はミクロネシア連邦の政治家。同国第二代大統領（1987年 - 1991年）を務めた。

## 経歴
1949年8月10日、太平洋諸島信託統治領ヤップ地区（現在のミクロネシア連邦ヤップ州）のエアウリピク環礁に生まれる。
1974年にミクロネシア議会の議員となり、1987年5月12日に第2代大統領に選出された。1991年5月11日、大統領を退任。
2024年9月12日、アメリカ合衆国ハワイ州ホノルルで死去。